# Plagiat
Plagiat är en medveten direkt upprepning eller efterbildning av annan författares eller konstnärs arbete utan angivande av källan.
Plagiat kan bryta mot olika former av immaterialrätt (upphovsrätt, varumärkesrätt etc) eller mot branschetiska regler. Plagiat är oetiskt enligt pressens yrkesregler, som säger att en journalist skall beakta upphovsrätten vad avser text, bild och ljud. Plagiat som gjorts av musiker kallas vardagligen för sångstöld. Plagiat (i betydelsen långa, vanligen oredovisade, ordagranna citat) som gjorts av studenter och forskare är att betrakta som fusk och kan resultera i disciplinära åtgärder, och är oetiskt enligt forskningsetiska hederskodex. Plagierade texter kan upptäckas med verktyg för plagiatkontroll.
Plagiat definieras som ett verk som utgör litterär, musikalisk eller konstnärlig stöld, eller handlingen att stjäla eller låna från verk och utge det som sitt eget; handlingen att stjäla från verk kallas även att plagiera eller plagiering. Plagiat kan i modern svenska även avse otillåten eller oetisk kopiering eller imitation av en vara (produkt) och avser vanligen att varan framställs som egen skapelse.

## Etymologi
Under första århundradet användes det latinska ordet plagiarius och plagium ('människorov', 'kidnappning') om när någon stjäl någon annans arbete, av den romerska poeten Martial, som klagade över att en annan poet hade "kidnappat hans verser". Den latinska plagiārius, "kidnappare", och plagium, "kidnappning", har roten Plaga ("snara", "nät"), baserat på den indoeuropeiska roten *-plak, "att väva". 
Ordet "plagiary" infördes i engelska år 1601 av dramatikern Ben Jonson om någon som var skyldig till litterär stöld. 
Den härledda formen "plagiarism" infördes i engelska omkring 1620. 
I svenska språket är "plagium" känt sedan 1739, "plagiera" sedan 1784 och "plagiat" sedan 1786..

## Juridisk betydelse
Begreppet "plagiat" nämns inte i någon nuvarande författning, och definieras olika i olika sammanhang. Det behöver inte vara ett brott i juridisk mening. Det finns ingen strikt och exakt distinktion mellan begreppen plagiat, imitation, kopia, replikation och förfalskning. Begreppet plagiat förekommer därför även i samband med konstförfalskning, vilket om det framställs som eget verk kan vara ett upphovsrättligt brott, och om det säljs och framställs som annans verk är att betrakta som bedrägeri. 
Plagiat kan avse oredovisat eller otillåtet användande av ett annat verks innehåll eller utformning, och utgör då intrång i immaterialrätten. 

### Intrång i immaterialrätten
Plagiat i betydelsen kopiering av ett verks innehåll och framställning kan vara brott mot upphovsrätten, medan kopiering av en produkts design kan vara brott mot mönsterskyddlagen eller lagen om skydd för kretsmönster, och kopiering av en produkts bakomliggande idé och funktionsprincip kan utgöra intrång i patentlagstiftningen. 
Det kopierade verkets innehåll eller utformning får inte vara så vanligt att det kan kopieras genom en slump, utan det måste uppvisa en verkshöjd eller uppfinningshöjd, det vill säga ha visst mått av självständighet och originalitet, för att kopian ska betraktas som plagiat.
Återgivningar som ligger så nära grundverket att de inte är självständiga räknas som plagiat, om det inte är frågan om redovisade citat som medges av svensk och finsk citaträtt och återgivningsrätt, amerikansk fair use-lagstiftning och motsvarande undantag mot upphovsrätten i europeisk lag som baseras på Bernkonventionen, med flera länder. Kortare källbelagda citat av texter, och viss återgivning av illustrationer och konstverk i en akademisk uppsats utan vinstsyfte eller i direkt anslutning till exempelvis en recension, medges av citaträtten och återgivningsrätten i svensk och viss mån finsk lag. Liknande undantag från upphovsrätten finns även i amerikansk fair use-lagstiftning, och.
Referat (sammanfattning med egna ord) och recension (kritisk analys) av andras verk är aldrig plagiat, men i Sverige ger återgivningsrätten tillåtelse att återge konstverk i anslutning till tryckt kritisk analys, inte vid elektronisk publicering.
Många gånger är det syftet som avgör huruvida ett lån är plagiat eller inte. Om någon gör anspråk på att en text är en egen skapelse och inte uppger dess källor kan det vara plagiat. 

## Exempel
En ofta plagierad kameramodell är Leica.

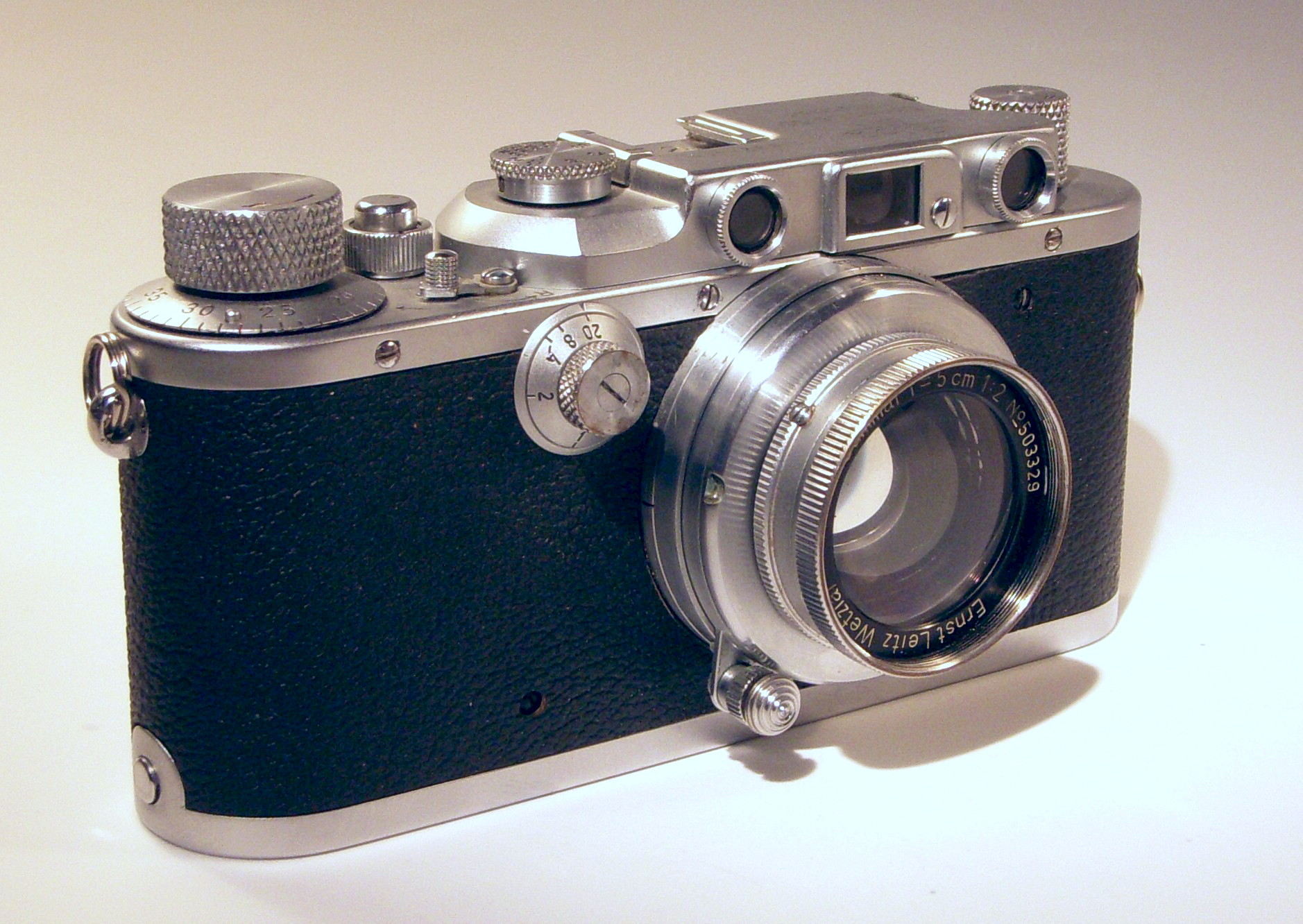
Original, tyska Leica III, 1930-tal
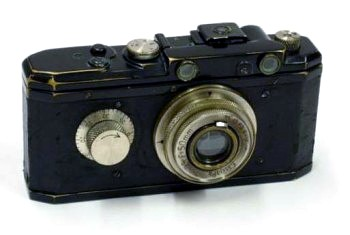
Plagiat, japanska Canon, modell Kawanon, 1930-tal
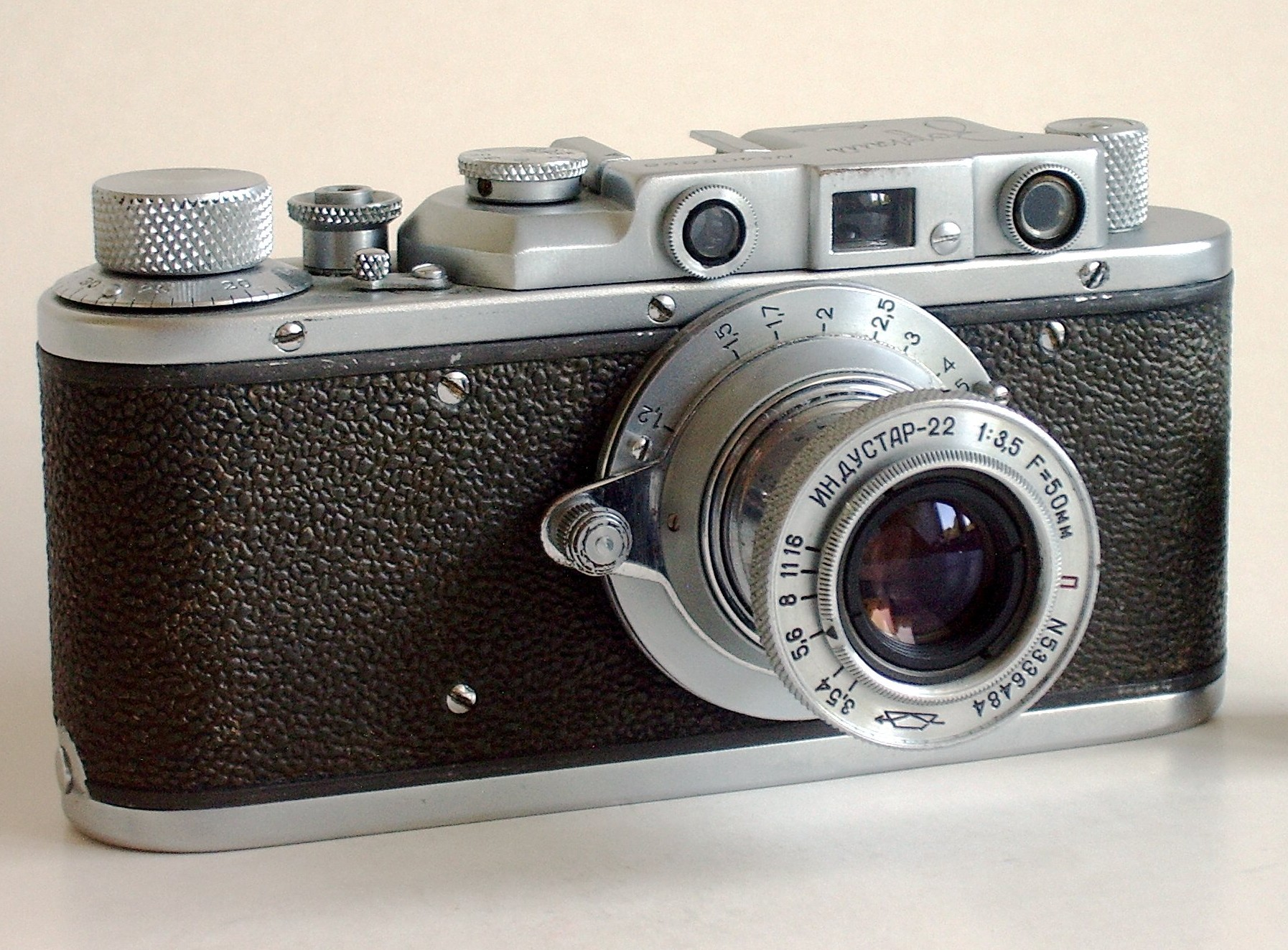
Plagiat, ryska Zorki, 1950-tal

Det första fall av musikplagiat som kommit att prövas i svensk domstol som upphovsrättsbrott gällde bandet Drängarnas hit Vill du bli min fru från 1995. Högsta domstolen slog 2002 fast att en åtta takter lång fiolslinga i låten var plagierad från 70-talsgruppen Landslagets Tala om vart du ska resa. Landslagets skivbolag EMI stämde Drängarnas skivbolag Regatta, som tvingades betala 65 000 kronor i skadestånd och 153 000 i rättegångskostnader.

## Plagiat, citat, referat och recension vid akademiska studier
I uppsatser och examensarbeten citerar man normalt inte källor ord för ord, utan i allmänhet refererar man istället sina källor, det vill säga sammanfattar och skriver med egna ord så som man själv har tolkat och förstått texten. Läraren vill veta vad studenten har lärt sig, och studentens förmåga att tillämpa kunskapen. 
Korta citat används endast om källan har en särskilt välformulerad beskrivning, exempelvis en definition, och markeras med citationstecken vid enstaka meningar, eller blockcitat, det vill säga indragen text, vid hela stycken. 
Enligt citaträtten kan mycket långa citat (typiskt flera stycken, sidor eller illustrationer) utgöra upphovsrättsintrång, oavsett om man uppger källa eller ej. Vid universitetsstudier kan det betraktas som plagiat, vilket ofta föranleder disciplinära åtgärder, exempelvis relegering i 2-3 månader. Huruvida disciplinnämnd eller annan beslutande instans bedömer kopierandet som fusk beror på hur tydliga de instruktioner som skolan har tillhandahållit är.
Lärare använder idag regelmässigt datorprogram för automatisk plagiatkontroll av uppsatser. 
För att undvika att studenter frestas att plagiera källor kan lärare formulera uppgifter som inte bara innefattar sammanställning av information från nätet, utan där studenten måste producera egna resultat och slutsatser. Exempelvis kan studenten recensera källan, det vill säga analysera, kritiskt granska och värdera källan, jämföra med andra källor och argumentera för en egen uppfattning.
Oavsett om man citerar, refererar eller recenserar en källa eller hämtar en illustration från källan är det viktigt att källan uppges så detaljerat att läsaren kan hitta den och kontrollera att referatet stämmer, och så att författaren får äran. Även vid fria källor som Wikipedia har författaren attributionsrätt (så kallad ideell upphovsrätt), och därför måste man ange Wikipediaartikelns namn och hämtdatum så att läsaren kan kontrollera vem som bidragit med vad i artikelns historik. Särskilt vid kontroversiella påståenden, sifferuppgifter och definitioner är det viktigt att uppge källa. 
Av källförteckningen bör framgå vilken typ av källa det är frågan om så att läsaren kan värdera hur trovärdig den är, exempelvis om man misstänker att en faktauppgift är fel eller om olika källor säger olika saker. Exempelvis är en bok utgiven på akademiskt förlag och en forskningsartikel mer trovärdig än ett blogginlägg eller en studentuppsats. Vanligen anges källan detaljerat i en källförteckning i slutet av uppsatsen, med uppgift om författare, artikelnamn, boktitel, förlag, årtal, sidnummer, webbadress, hämtdatum och typ av publikation. Samtliga källor måste vara omnämnda i den löpande texten med källhänvisning till källförteckningen. Källhänvisningen formateras enligt någon av följande metoder:
- Efternamn och årtal inom parentes: "citerad text (Andersson, 2003)" (Harvardsystemet, vanligt inom samhällsvetenskap och humaniora).
- Siffra inom hakparentes: "citerad text [3]" (Vancouversystemet, vanligast inom naturvetenskap och teknik)
- Fotnot: "citerad text3" (Oxfordsystemet)

## Mer information
- Jude Carroll och Carl-Mikael Zetterling (2009) (på svenska och engelska). Hjälp studenterna att undvika plagiering - Guiding students away from plagiarism (1st). Stockholm: KTH. Sid. 1-85. ISBN 978-91-7415-403-0. http://urn.kb.se/resolve?urn=urn:nbn:se:kth:diva-83704. Läst Augusti 4, 2017.